# Z̧āher Kandī
Z̧āher Kandī (persiska: ظاهرکندی) är en ort i Iran.   Den ligger i provinsen Västazarbaijan, i den nordvästra delen av landet, 400 km väster om huvudstaden Teheran. Z̧āher Kandī ligger 1 890 meter över havet och antalet invånare är 703.
Terrängen runt Z̧āher Kandī är kuperad. Runt Z̧āher Kandī är det ganska glesbefolkat, med 47 invånare per kvadratkilometer. Närmaste större samhälle är Shāhīn Dezh, 17,2 km söder om Z̧āher Kandī. Trakten runt Z̧āher Kandī består i huvudsak av gräsmarker.